# Longiductus
Longiductus is een geslacht van vlinders van de familie echte motten (Tineidae).

## Soorten
- L. caucasicus Zagulajev, 1964
- L. defrisiensis Zagulajev, 1964
- L. fuscalbella (Chrétien, 1908)
- L. ibericus Zagulajev, 1968
- L. nigralbella (Zeller, 1839)
- L. picarella (Clerck, 1759)